# 美月ゆう子
美月 ゆう子（みつき ゆうこ、1966年6月24日 - ）は、日本のAV女優。
東京都出身。血液型:O型。身長:148cm（140cmと記したパッケージも有）。スリーサイズ:B87・W64・H94。

## 出演作品

### アダルトビデオ

#### 撮りおろし作品
岡崎靖子 名義
- 元祖熟女図鑑 復活!!マダム倶楽部（1999年2月28日、ビッグモーカル）
- 熟女と人妻 秋田小町の未亡人 あかね…（1999年4月2日、シュガー・ワークス）
- 素人マダムズ [LEVEL A] 其の参（2000年7月25日、アリスJAPAN）
- 発情熟女 ワイドスペシャル90分（2000年7月30日、ロイヤル・アート）
- 美熟女肉体図鑑 第1巻 岡崎靖子の巻（2001年2月7日、ハムレット）
- 慣熟の美学（2001年8月16日、婦人）

山野潤子 名義
- 人妻御乱好 5（2001年7月6日、グローリークエスト）
- お姉さんがしてあげるEX 熟女のまごころ（2001年10月15日、レイディックス）

長瀬優子 名義
- はれんち団地妻（2002年12月18日、ルビー）
- 近親遊戯 母と子 #11（2003年2月14日、グローバルメディアエンタテインメント）
- ガマンできない38歳 素人人妻面接編（2003年11月19日、ビッグモーカル）
- 温泉旅館の美人女将2（2003年12月14日、ビッグモーカル）…オムニバス作品
- 熟れた躰で癒してア・ゲ・ル（2004年4月7日、グローバルメディアエンタテインメント）
- 新近親遊戯 続・蔵の中の私 9（2004年5月1日、グローバルメディアエンタテインメント）
- 「処女膜再生」 そして…喪失（2004年7月7日、グローバルメディアエンタテインメント）
- 実録母子情交 三十路母（2004年9月8日、グローバルメディアエンタテインメント）
- 熟れ専!Vol.15 これそ本物!全てをさらけ出す四十路（2005年6月23日、アカデミック）
- 今月の綺麗な熟女 10（2006年6月25日、フォーディメンション）

美月ゆう子 名義
- 親友の母 美熟女饗艶編（2005年1月21日、グラフィティジャパン）
- 親友の母（2005年4月18日、グラフィティジャパン）
- 先生の奥さん ゆう子（2005年6月13日、MOODYZ）
- 美熟女画報 第7号（2005年7月13日、MOODYZ）
- 愛欲の下宿場（2005年8月10日、グローバルメディアエンタテインメント）
- 近親相姦 母子偏愛（2005年8月25日、マドンナ）
- 近親相姦シリーズ 淫母相姦 4（2005年10月5日、グローバルメディアエンタテインメント）
- 快楽館の淫劇 〜タントラの掟〜（2005年10月25日、マドンナ）
- 堕ちた令夫人（2005年11月25日、マドンナ）
- 近親相姦 初姦（2005年12月9日、グローバルメディアエンタテインメント）
- 社宅マンションの妻たち（2005年12月25日、マドンナ）
- 極道に惚れた女たち（2006年1月25日、マドンナ）
- 友の母・あなたが欲しい（2006年3月17日、グラフィティジャパン）
- どすけべ地方熟女たち 4 〜兵庫・大阪篇〜（2006年3月18日、ルビー）
- 美熟女マン開!! 春のママさんバレー（2006年3月25日、マドンナ）
- どすけべ地方熟女たち 5 〜尾道・松江篇〜（2006年4月22日、ルビー）

原田りかこ名義
- おばレズ遊戯（2008年9月1日）
- 野外もんぺおっかさん（2008年11月21日）

#### 総集編・再編集作品
岡崎靖子 名義
- 熟女の魅力（2002年5月20日、ナリッジキャンディ）
- Best Of GOT Vol.18（2002年7月10日、キングベベル）
- 完熟 淫らな19人の熟女たち（2002年9月10日、キングベベル）
- 美熟女11人の淫靡な昼下がり 〜溜池ゴローが描く官能の世界〜（2003年7月5日、SODクリエイト）
- 千葉県の平野さんが選ぶSOD特選熟女作品集（2003年11月6日、SODクリエイト）
- 人妻MAX 隣の芝生は青い…人の奥さんはおいしそう…。（2004年4月3日、SODクリエイト）
- 三十路傑作集 完全版4作品240分（2004年9月16日、現映社）
- 義母 〜禁断の世界〜 VOL.2（2005年9月20日、エイジーエイ）
- 和服美熟女 〜年収1億2,000万円以上稼ぐママ編〜（2006年9月25日、夜の散歩道）
- 美熟女20選 じっくりセックス（2007年2月25日、技有）

山野潤子 名義
- ベストオブ熟女 夜這専科（2003年3月20日、レイディックス）
- ベストオブ熟女 オナニー専科 2（2004年5月26日、レイディックス）
- ベストオブ熟女 セックス専科 2（2005年9月24日、レイディックス）
- 熟女の手コキと勢いのある射精（2006年5月25日、レイディックス）

長瀬優子 名義
- 近親遊戯 母と子 総集編 第2巻（2003年9月10日、グローバルメディアエンタテインメント）
- はれんち団地妻スペシャル 2号棟（2003年9月12日、ルビー）
- 美人温泉女将 3時間（2004年1月30日、ビッグモーカル）
- 実録母子情交 三十路母（2004年9月8日、グローバルメディアエンタテインメント）
- はれんち団地妻 4（2004年11月12日、ルビー）
- 馬乗り熟女 熟女27人の騎乗位ベストセレクション（2004年12月8日、グローバルメディアエンタテインメント）
- WORKS 働く女性 4時間（2005年2月11日、ビッグモーカル）
- 人妻斬り!! 4時間SPECIAL（2005年2月25日、ビッグモーカル）
- 母子相姦ドラマ集 続・蔵の中の私作品集「其の壱」（2005年4月6日、グローバルメディアエンタテインメント）
- 熟欲おんなの接吻集（2005年9月7日、グローバルメディアエンタテインメント）
- マスカット 美人妻Forever コレクション 4時間SPECIAL（2005年10月14日、ビッグモーカル）
- 実母淫舌集 総勢16人の母親による口内性交ベストセレクション（2005年11月9日、グローバルメディアエンタテインメント）
- スーパー1980 美熟女 メモリアル4.5時間（2006年4月21日、アカデミック）
- 憧れの美人妻 男を悩ます10人の美熟女ベストセレクション（2006年10月10日、グローバルメディアエンタテインメント）
- 実母筆おろし 第2巻 12組の親子の初姦ベストセレクション（2006年12月6日、グローバルメディアエンタテインメント）
- 生出し人妻のあえぎ（2007年3月23日、Nadeshiko）
- 熟女淫尻集 匂い立つ18人の熟女尻ベストセレクション（2007年5月9日、グローバルメディアエンタテインメント）
- 真説! 長瀬優子（2008年3月25日、アリーナ・エンターテインメント）

美月ゆう子 名義
- 溜池ゴロー 特選 淫ら妻 生撮り（2006年3月13日、MOODYZ）
- 親友の母スペシャル 2（2006年3月17日、グラフィティジャパン）
- 田舎の性処理（2006年6月7日、グローバルメディアエンタテインメント）
- 放尿大全集（2006年11月30日、センタービレッジ）
- 美月ゆう子 総集編 4時間（2006年12月25日、マドンナ）
- 悩ましい年上の女 大人の色気漂う10編の濃厚セックス（2007年1月10日、グローバルメディアエンタテインメント）
- ベストオブどすけべ地方熟女たち エンタの豊満人妻 10（2007年1月27日、ルビー）
- 美乳・美熟女4時間 1（2007年3月25日、グラフィティジャパン）
- 由比武 近親相姦作品集（2007年4月30日、ドリームステージ）
- 近親相姦 母子偏愛 総集編4時間（2007年5月25日、マドンナ）
- 近親激情（2007年8月3日、大洋図書）
- 破廉恥痴女図鑑 6（2007年8月13日、溜池ゴロー）

他

### オリジナルビデオ
美月ゆう子 名義
- 平成青春動画 其の七 未亡人と褌 悦子の秘密（2005年10月25日、D・Cホールディングス）
- 続・禁断の果実（2006年11月3日、レジェンド・ピクチャーズ）
- 友だちの母さんと…美熟女、秘密の宴（2006年12月23日、インターフィルム）
- 四十路の色気 しとやかな官能（2007年1月3日、大蔵映画）

## 書籍

### 写真集
久保千代子 名義
- 熟女ひとり旅 新・三十路の女 久保千代子写真集 （2006年5月、富士出版）